# Trawka
Trawka (ang. Weeds) – amerykański serial, czarna komedia wyprodukowana przez telewizję Showtime. Akcja serialu rozgrywa się w Kalifornii na przedmieściach Los Angeles na osiedlu o fikcyjnej nazwie Agrestic. Później w Ren Mar (patrz Del Mar), a potem w lokacjach blisko Meksyku, których mieszkańcy kupują bądź rozprowadzają marihuanę (stąd tytuł).
Pierwsza seria liczy dziesięć odcinków; była to najlepiej oceniona produkcja Showtime’u w 2005 roku, pokonała nawet ostatnią serię popularnego wtedy Queer as Folk. Premierowe odcinki drugiej serii emitowane były od 14 sierpnia do 30 października 2006 roku, a trzeciej – od 13 sierpnia do 19 listopada 2007. Na początku listopada 2007 telewizja Shotwime potwierdziła stworzenie czwartej, trzynastoodcinkowej serii, a jej emisja rozpoczęła się 16 czerwca 2008. We wrześniu 2010 roku została zamówiona kolejna, siódma seria. Ostatnią serią była seria ósma, której premierowa emisja w USA miała miejsce latem 2012 roku.
W Polsce licencję na serial zakupiła stacja HBO, która w 2006 roku wyemitowała pierwszą serię. W 2007 roku emisja została przeniesiona na kanał HBO Comedy, która dokończyła emisję serialu. Ósmy sezon emitowany był w stacji FOX, a oprócz tego od 18 czerwca 2014 roku kanał FilmBox rozpoczął emisję serialu od pierwszego odcinka.

## Fabuła
Pochodzące z języka angielskiego słowo agrestic oznacza 'cechę pola lub wsi’ (stanowi też anagram słowa cigarets), stało się nazwą dla nieistniejącej w rzeczywistości miejscowości, w której rozgrywa się akcja serialu.
Zlokalizowane na obrzeżach Los Angeles kalifornijskie przedmieście jest domem Nancy Botwin (Mary-Louise Parker), której mąż zmarł nagle na zawał serca. Nancy zostaje dealerką „trawki” – rozprowadza ją w sąsiedztwie, aby zapewnić utrzymanie sobie i dwóm synom oraz podtrzymać ich styl życia klasy średniej. Dwójka synów Nancy, Silas (Hunter Parrish) i Shane (Alexander Gould), uczęszczają do miejscowej szkoły. Nancy, wraz z jej wiecznie zaniepokojoną o swoją urodę i pozycję przyjaciółką Celią znajdują się w zarządzie szkoły, którego to Celia jest przewodniczącą. Heylia James, poprzez swojego siostrzeńca – Conrada – dostarcza Nancy marihuanę. Andy, brat męża głównej bohaterki, jest czarną owcą w rodzinie, powodując problemy od momentu, w którym się pojawił.

## O serialu
Serial spotkał się z ciepłym przyjęciem ze strony publiczności oraz krytyków, na swoim koncie ma dwie nagrody, w tym Złoty Glob.
Serial jest wielowątkowy, koncentruje się nie tylko na Nancy i jej narkotykowym biznesie, ale jednocześnie jest dramatem – przedstawia skomplikowane międzyludzkie relacje, zwłaszcza wewnątrz rodziny.
Serial przedstawia w krzywym zwierciadle nie tylko społeczność przedmieść takich jak Agrestic, ale także pojedynczych jednostek. Cięty humor dotyka w jakimś stopniu każdego: chrześcijan, żydów, „białych”. „czarnych”. Azjatów czy homoseksualistów. Nie oszczędzono także filmów, takich jak np. Pasja, Ojciec chrzestny czy Iniemamocni.
W serialu poruszone zostają różne kwestie, takie jak np. religia, seksualność, dorastanie, problemy z samym sobą, polityka, uzależnienie od narkotyków.

## Obsada
- Mary-Louise Parker jako Nancy (Price Botwin Scottson Reyes) Bloom
- Jeffrey Dean Morgan jako Judah Botwin, pierwszy zmarły mąż Nancy, brat Andy’ego oraz ojciec Shane’a
- Justin Kirk jako Andy Botwin, szwagier Nancy
- Albert Brooks jako Lenny Botwin, ojciec Judah i Andy’ego
- Hunter Parrish jako Silas (Guinard) Botwin, starszy syn Nancy z Larsem
- Alexander Gould jako Shane Botwin, młodszy syn Nancy z Judah
- Jennifer Jason Leigh jako Jill Price Grey, starsza siostra Nancy
- Martin Donovan jako Peter Scottson, agent DEA i drugi zmarły mąż Nancy
- Demián Bichir jako Esteban Reyes, burmistrz Tijuany i trzeci zmarły mąż Nancy
- Seychelle Gabriel jako Adelita Reyes, pasierbica Nancy
- David Julian Hirsh jako Dave Bloom, rabin i czwarty zmarły mąż Nancy
- Rick Ravanello jako Lars Guinard, ojciec Silasa i chłopak Nancy z czasów liceum
- Elizabeth Perkins jako Celia Hodes, przyjaciółka-rywalka Nancy
- Andy Milder jako Dean Hodes, były mąż Celii
- Haley Hudson jako Quinn Hodes, starsza córka Celii i Deana
- Allie Grant jako Isabelle Hodes, młodsza córka Celii i Deana
- Kevin Nealon jako Doug Wilson, przyjaciel i współpracownik Nancy
- Justin Chatwin jako Josh Wilson[4], syn Douga
- Tonye Patano jako Heylia James, dawny dostawca dla Nancy
- Tyrone M. Mitchell jako Keeyon James, starszy syn Heylii
- Indigo jako Vaneeta James, córka Heylii
- Romany Malco jako Conrad Shepard, adorator Nancy
- Renee Victor jako Lupita, była gosposia Botwinów
- Erin Sanders jako Danielle/Pinky

## Lista odcinków
| Seria | Seria | Odcinki     | Oryginalna emisja | Oryginalna emisja    | Oryginalna emisja   | Oryginalna emisja |
| Seria | Seria | Odcinki     | Premiera          | Finał                | Premiera            | Finał             |
| ----- | ----- | ----------- | ----------------- | -------------------- | ------------------- | ----------------- |
|       | 1     | 1–10 (10)   | 8 sierpnia 2005   | 10 października 2005 | 6 czerwca 2006      | 8 sierpnia 2006   |
|       | 2     | 11–22 (12)  | 14 sierpnia 2006  | 30 października 2006 | 17 marca 2007       | 2 czerwca 2007    |
|       | 3     | 23–37 (15)  | 13 sierpnia 2007  | 19 listopada 2007    | 3 stycznia 2008     | 10 kwietnia 2008  |
|       | 4     | 38–50 (13)  | 16 czerwca 2008   | 15 września 2008     | 9 października 2008 | 25 grudnia 2008   |
|       | 5     | 51–63 (13)  | 8 czerwca 2009    | 31 sierpnia 2009     | 4 stycznia 2010     | 1 lutego 2010     |
|       | 6     | 64–76 (13)  | 16 sierpnia 2010  | 15 listopada 2010    | 3 stycznia 2011     | 21 stycznia 2011  |
|       | 7     | 77–89 (13)  | 27 czerwca 2011   | 26 września 2011     | 2 stycznia 2012     | 25 stycznia 2012  |
|       | 8     | 90–102 (13) | 1 lipca 2012      | 16 września 2012     | 4 grudnia 2012      | 27 grudnia 2012   |

## Wydania DVD i Blu-Ray
| Seria | Seria | Odcinki | Wydania DVD      | Wydania DVD      | Wydania DVD       | Wydania Blu-Ray  | Wydania Blu-Ray  | Wydania Blu-Ray |
| Seria | Seria | Odcinki | Region 1         | Region 2         | Region 4          | Region A         | Region B         |                 |
| ----- | ----- | ------- | ---------------- | ---------------- | ----------------- | ---------------- | ---------------- | --------------- |
|       | 1     | 10      | 11 lipca 2006    | 3 września 2007  | 18 lipca 2007     | 29 maja 2007     | 8 lipca 2009     |                 |
|       | 2     | 12      | 24 lipca 2007    | 7 stycznia 2008  | 28 maja 2008      | 24 lipca 2007    | 2 listopada 2011 |                 |
|       | 3     | 15      | 3 czerwca 2008   | 26 maja 2008     | 8 lipca 2009      | 3 czerwca 2008   | 2 listopada 2011 |                 |
|       | 4     | 13      | 2 czerwca 2009   | 30 maja 2011     | 17 marca 2010     | 2 czerwca 2009   | 2 listopada 2011 |                 |
|       | 5     | 13      | 19 stycznia 2010 | 29 sierpnia 2011 | 24 listopada 2010 | 19 stycznia 2010 | 2 listopada 2011 |                 |
|       | 6     | 13      | 22 lutego 2011   | 9 kwietnia 2012  | 16 grudnia 2011   | 22 lutego 2011   | 16 grudnia 2011  |                 |
|       | 7     | 13      | 21 lutego 2012   | N/a              | 8 sierpnia 2013   | 21 lutego 2012   | N/a              |                 |
|       | 8     | 13      | 12 lutego 2013   | N/a              | 20 marca 2014     | 12 lutego 2013   | N/a              |                 |

## Nagrody i nominacje

### Otrzymane
Nagroda Satelita
wyróżniająca się aktorka w serialu komediowym: Mary-Louise Parker (2005)
Złoty Glob
najlepsza aktorka w telewizyjna w komedii lub musicalu: Mary-Louise Parker (2006)

### Nominacje
Złoty Glob
najlepszy serial komediowy
najlepsza telewizyjna aktorka drugoplanowa: Elizabeth Perkins (2006)
Nagroda Gildii Aktorów Filmowych
wyróżniająca się aktorka w serialu telewizyjnym: Mary-Louise Parker (2006)
Nagroda Satelita
wyróżniająca się aktorka w serialu telewizyjnym: Elizabeth Perkins (2005)